# Krajinski park Beka
Krajinski park Beka se nahaja v  v občini Hrpelje - Kozina v Sloveniji, na meji z Italijo, kjer se na drugi strani meje nadaljuje naravno zavarovano območje naravnega rezervata doline Glinščice prav tako ob toku Glinščice.
Krajinski park obsega sotesko Glinščice z dolino Griže, ponornimi jamami pri Ocizli in arheološkimi lokacijami Lorencon oziroma Grad Vikumberg, Tabor nad Botačem (nepravilno tudi Grad nad Botačem) in Sela na Malem Krasu. Celotno območje, ki je bilo za krajinski park razglašeno leta 1992, se odlikuje z izredno krajinsko slikovitostjo in nedotaknjenostjo.